# Tro Bro Leon
Tro Bro Leon – jednodniowy wyścig kolarski rozgrywany corocznie od 1984 we francuskiej Bretanii.
Wyścig organizowany jest od 1984, a od 1999 znajduje się w kalendarzu UCI. W 2005 został włączony do UCI Europe Tour z kategorią 1.1, a od 2020 do UCI ProSeries. Ze względu na występowanie na trasie licznych sekcji dróg brukowanych i kamienistych nazywany jest także „małym Paryż-Roubaix”.

## Zwycięzcy
Opracowano na podstawie:
| Rok  | Pierwsze             | Drugie               | Trzecie             |          |
| ---- | -------------------- | -------------------- | ------------------- | -------- |
| 1984 | Bruno Chemin         | Jean-Jacques Lamour  | Marcel Richeux      |          |
| 1985 | Bruno Chemin         | Hubert Graignic      | Dominique Le Bon    |          |
| 1986 | Philippe Dalibard    | Jean-Jacques Lamour  | Marc Hibou          |          |
| 1987 | Dominique Le Bon     | Philippe Beau        | Jean-Jacques Lamour |          |
| 1988 | Philippe Dalibard    | Stéphane Piriac      | Dominique Le Bon    |          |
| 1989 | Philippe Dalibard    | Serge Oger           | Bertrand Sourget    |          |
| 1990 | Marc Hibou           | Philippe Dalibard    | Emmanuel Mallet     |          |
| 1991 | William Milloux      | Loïc Le Flohic       | Xavier Brissaud     |          |
| 1992 | Jaan Kirsipuu        | Jean-Louis Conan     | Jean-Marc Barbé     |          |
| 1993 | Jean-Philippe Rouxel | Michel Lallouët      | Francis Urien       |          |
| 1994 | Stéphane Pétilleau   | Serge Oger           | Jean-Jacques Lamour |          |
| 1995 | Camille Coualan      | Philippe Le Barbier  | Sylvain Desbois     |          |
| 1996 | Thierry Bricaud      | Francis Urien        | Walter Bénéteau     |          |
| 1997 | Frédéric Delalande   | Jean-Philippe Rouxel | Franck Laurance     |          |
| 1998 | Frédéric Delalande   | Francis Urien        | Jean-Michel Thilloy |          |
| 1999 | Jean-Michel Thilloy  | Ludovic Capelle      | Ludovic Auger       |          |
| 2000 | Jo Planckaert        | Samuel Sánchez       | Ludovic Capelle     |          |
| 2001 | Jacky Durand         | Erwin Thijs          | Eddy Lembo          |          |
| 2002 | Baden Cooke          | Walter Bénéteau      | Sébastien Hinault   |          |
| 2003 | Samuel Dumoulin      | Philippe Gilbert     | Didier Rous         |          |
| 2004 | Samuel Dumoulin      | Christophe Mengin    | Bert Scheirlinckx   |          |
| 2005 | Tristan Valentin     | Cédric Coutouly      | Michaił Timoszyn    |          |
| 2006 | Mark Renshaw         | Alaksandr Usau       | Jean-Patrick Nazon  |          |
| 2007 | Saïd Haddou          | Sébastien Chavanel   | Christophe Diguet   |          |
| 2008 | Frédéric Guesdon     | Maksim Gurow         | Julien Belgy        |          |
| 2009 | Saïd Haddou          | Stéphane Bonsergent  | Lilian Jégou        |          |
| 2010 | Jérémy Roy           | Renaud Dion          | Lloyd Mondory       |          |
| 2011 | Vincent Jérôme       | Will Routley         | Arnold Jeannesson   |          |
| 2012 | Ryan Roth            | Benoît Jarrier       | Guillaume Boivin    |          |
| 2013 | Francis Mourey       | Johan Le Bon         | Anthony Geslin      |          |
| 2014 | Adrien Petit         | Flavien Dassonville  | Cédric Pineau       |          |
| 2015 | Alexandre Geniez     | Benoît Jarrier       | Florian Sénéchal    |          |
| 2016 | Martin Mortensen     | Peter Williams       | Florian Vachon      |          |
| 2017 | Damien Gaudin        | Frederik Backaert    | Benjamin Giraud     |          |
| 2018 | Christophe Laporte   | Damien Gaudin        | Jelle Mannaerts     |          |
| 2019 | Andrea Vendrame      | Baptiste Planckaert  | Emil Vinjebo        |          |
| 2020 | odwołany             | odwołany             | odwołany            | odwołany |
| 2021 | Connor Swift         | Piet Allegaert       | Baptiste Planckaert |          |
| 2022 | Hugo Hofstetter      | Luca Mozzato         | Connor Swift        |          |
| 2023 | Giacomo Nizzolo      | Arnaud De Lie        | Nils Eekhoff        |          |
| 2024 | Arnaud De Lie        | Clément Venturini    | Pierre Gautherat    |          |
| 2025 |                      |                      |                     |          |